# پلازا (داکوتای شمالی)
پلازا(به انگلیسی: Plaza) شهری در ایالت داکوتای شمالی کشور ایالات متحده آمریکا است که جمعیت آن در سرشماری سال ۲۰۱۰ میلادی، ۱۷۱ نفر بوده‌است.